# Colette (boutique)
Pour les articles homonymes, voir Colette (homonymie).

Logo de la boutique.

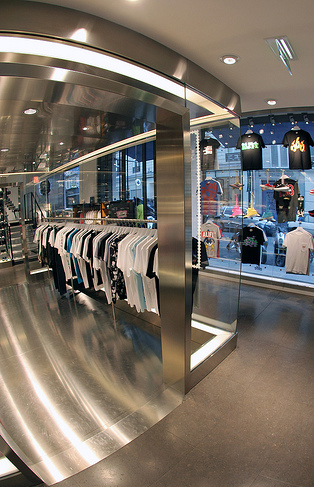
Intérieur de la boutique en 2008.

La boutique  de luxe colette — habituellement orthographié en minuscules —, qui est aussi un magasin concept, est une référence en matière de mode et de design, de son ouverture en 1997 au 213, rue Saint-Honoré, dans le 1er arrondissement de Paris, à sa fermeture en 2017.
En 2020, un documentaire retraçant son histoire, intitulé colette mon amour, est diffusé à travers le monde.

## Présentation
La boutique est fondée par Colette Roussaux et sa fille Sarah Andelman,. Cette dernière, diplômée de l'École du Louvre, y exerce les fonctions de directrice artistique. Les locaux se veulent un point de rencontre entre la mode, le parfum, le design, la musique,, l'édition, la photo, la presse, la beauté et les hautes technologies. Le slogan de colette est « StyleDesignArtFood »,.
La boutique s'étend sur 700 m2 répartis sur trois niveaux, et a été conçue par l'architecte français Arnaud de Montigny. Elle a été entièrement rénovée en 2013,. Au sous-sol, un bar à eaux est installé, proposant des eaux plates ou pétillantes, et jusqu'à quatre-vingt-cinq marques rares venant du monde entier. L'aménagement intérieur du point de vente change toutes les semaines, ainsi que les vitrines qui sont pensées comme les couvertures d'un magazine,. Des expositions sont également mises en place, avec des produits en édition limitée ou série exclusive. La boutique dispose aussi d'un site de vente en ligne.
Une centaine de personnes y est employée en 2012 dont environ la moitié sur la surface de vente. Certains des vendeurs sont reconnus et leurs comptes Instagram sont suivis par des milliers d'abonnés. En moyenne, un millier de visiteurs vient chez colette chaque jour et quatre fois plus durant les semaines de défilés.
Régulièrement, la boutique s'associe avec des marques comme Chanel à Paris, Gap à New York, ou Comme des Garçons à Tokyo, pour créer des magasins éphémères.
Au sous-sol, Colette avait installé un restaurant couru du tout Paris de la mode, le water-bar, dirigé par Marc Giami, qui a recréé un restaurant à quelques mètres, le Mar'co.

## Historique
La boutique ouvre ses portes le 20 mars 1997 sur l'emplacement d'une ancienne pharmacie. Le concept d'origine est de proposer des produits jamais vus en France. Au départ, les critiques sont nombreuses : « tour de Babel de la conso », « salon de curiosité », « royaume des apparences », « baromètre de la branchitude » et d'autres encore, avant que le lieu ne devienne rapidement une référence en matière de mode et de design.
La boutique réalise en 2016 et 2017 un chiffre d'affaires estimé de 28 millions d'euros,. 

### 2017: année des 20 ans et fermeture
En mars 2017, la boutique fête ses 20 ans au musée des Arts décoratifs et accueille une installation artistique ludique et interactive, intitulée The BEACH. Imaginée par Snarkitecture, un studio d’artistes basé à New York, elle comprend une gigantesque piscine remplie de 750 000 balles transparentes en plastique recyclable symbolisant l'océan. Le vernissage donne lieu à une fête d'envergure au sein du musée, rassemblant la scène artistique internationale et des designers et artisans émergents. Sous le signe de la régression avec un bar Coca-Cola et un buffet réalisé par la cheffe franco-américaine Alix Lacloche, la soirée est également choisie pour révéler l'édition limitée de la BMW i3 x Colette, une voiture 100 % électrique composée de 95 % de matériaux recyclés. 
Le 12 juillet, la direction annonce la fermeture officielle de colette pour la fin de l'année. Le communiqué indique : « Toutes les bonnes choses ont une fin. Après vingt années exceptionnelles, colette devrait définitivement fermer ses portes le 20 décembre prochain. Colette Roussaux arrive à l'âge où il est temps de prendre son temps ; or, colette ne peut exister sans Colette,. » Ce n'est donc pas pour raison économique que colette ferme. Colette Roussaux  ne souhaite d'ailleurs pas revendre son affaire, même si des négociations ont lieu avec Saint Laurent afin de reprendre la boutique et ses salariés,. Une enseigne « Saint Laurent - Rive Droite » s'y installe finalement

### 2020:colette mon amour
Après l’annonce de la fermeture de colette en 2017, Hugues et Eliane Lawson-Body décident d’y poser leurs caméras afin de filmer les derniers mois de cette institution parisienne,,. Le documentaire colette mon amour, qui retrace l’histoire de la boutique et de ses deux fondatrices, est diffusé à travers le monde en 2020 : New York, Londres, Tokyo et Paris. 
Des magasins éphémères sont installés dans les villes qui diffusent le documentaire. Celui de Paris prend place en février au 2, rue du Vingt-Neuf-Juillet, à côté du jardin des Tuileries, en partenariat avec la Maison Kitsuné. Chaque jour, des produits sortent en édition très limitée, comme les 20 exemplaires d'un sac conçu par le créateur Virgil Abloh et sa marque Off-White[réf. souhaitée].

## Quelques produits notables
Les produits commercialisés par colette sont très variés, de la paire de tongs aux lunettes de soleil, de la papeterie aux gadgets les plus divers, voire une voiture. Les prix vont de quelques euros à 100 000 €. La recherche de nouveautés reste permanente[Selon qui ?], au minimum une dizaine par semaine. Les marques conçoivent d'ailleurs des produits inédits, vendus exclusivement chez colette, comme l'adaptation de produits existants à la couleur bleue de la boutique. Durant les vingt ans de son existence, colette a mis en vente un total de 400 000 produits issus de 8 600 marques.
- Des baskets, avec des marques comme  Adidas[5], Converse ou Nike[4] dans un espace qui leur est consacré au rez-de-chaussée[18].
- Des vêtements, avec des créations de Thom Browne, Julien David[5], Simone Rocha (en)[4], Sacai ou Raf Simons.
- Des carrés Hermès, proposés en 2010 dans une collection exclusive baptisée « Hermès pour colette »[37].
- Des pochettes-surprises à 20 euros[18].
- Des gadget high-tech, comme des casques audio, des montres Casio de la dernière génération ou le combiné rétro Moshi Moshi pour smartphone[18].
- Des produits Apple, souvent commercialisés en avant-première[4], comme l'Apple Watch[5].
- Des smartphones OnePlus, proposés lors de plusieurs ventes exclusives, notamment le OnePlus 3T colette Edition pour les 20 ans de la boutique[38].
- Des produits  de soins Kiehl's, importés de New York pour la première fois à Paris par colette[18], ainsi que tout une gamme de cosmétiques vendus au premier étage et « qu'on ne trouve nulle part ailleurs »[5].